# زرافشان، تاجیکستان
زرافشان یک جماعت و شهرک در شمال غربی تاجیکستان است که در ناحیهٔ عینی ولایت سغد واقع شده و ۵۷٬۴۹۳ نفر جمعیت دارد.